# Ovalipes
Ovalipes – rodzaj krabów z rodziny Ovalipidae.
Należy tu 11 gatunków:
- Ovalipes australiensis
- Ovalipes catharus
- Ovalipes elongatus
- Ovalipes floridanus
- Ovalipes georgei
- Ovalipes iridescens
- Ovalipes molleri
- Ovalipes ocellatus
- Ovalipes punctatus
- Ovalipes stephensoni
- Ovalipes trimaculatus